# Ypthima naerius
Ypthima naerius är en fjärilsart som beskrevs av Hans Fruhstorfer 1911. Ypthima naerius ingår i släktet Ypthima och familjen praktfjärilar. Inga underarter finns listade i Catalogue of Life.